# Lepidosaphes cupressi
Lepidosaphes cupressi är en insektsart som beskrevs av Borchsenius 1958. Lepidosaphes cupressi ingår i släktet Lepidosaphes och familjen pansarsköldlöss. Inga underarter finns listade i Catalogue of Life.